# Gian Cesare Discepoli
Gian Cesare Discepoli (Perugia, 30 gennaio 1953) è un allenatore di calcio ed ex calciatore italiano, di ruolo centrocampista.

## Carriera

### Giocatore
Nella stagione 1969-1970 ha giocato nelle giovanili del Prato, venendo riconfermato anche per la stagione successiva; nel novembre 1970 è stato acquistato dal Napoli, squadra di Serie A, con cui è rimasto in rosa fino al termine della stagione 1971-1972 senza tuttavia mai scendere in campo in partite di campionato. Ha poi giocato per diversi anni a livello professionistico con Prato, Aglianese, Vigevano, Carrarese, Novara, Imperia, Torres, Cerretese, Sarzanese e Viareggio.

### Allenatore

#### Gli anni da vice e l'esordio alla SPAL
Nella stagione 1989-1990 ha lavorato come allenatore in seconda al Barletta, squadra di Serie B; in seguito ha lavorato alla SPAL (con cui aveva anche lavorato per un anno come preparatore atletico) per due stagioni consecutive, una delle quali in seconda serie: a Ferrara allenava la squadra, con Giovan Battista Fabbri che svolgeva il ruolo di direttore tecnico.

#### Alla SPAL in Serie B
Nella stagione 1992-1993 ha assunto il ruolo di allenatore dei biancoazzurri, ricoprendo l'incarico dal gennaio 1993 fino a fine stagione; nonostante il 17º posto in classifica in Serie B (e la conseguente retrocessione in Serie C1) è stato riconfermato alla guida della squadra anche per la stagione 1993-1994, chiusa con un 3º posto in classifica in Serie C1, e per la stagione 1994-1995, nella quale è stato esonerato a campionato in corso.

#### In Serie C1
L'anno seguente ha allenato il Gualdo, sempre in terza serie, venendo ancora una volta esonerato a stagione in corso; è poi passato alla guida del Montevarchi, squadra che ha allenato per tre stagioni di fila (con anche un esonero e successivo reintegro in panchina nella seconda stagione) ottenendo altrettante salvezze nel campionato di Serie C1. Ha continuato ad allenare in terza serie per diversi anni, alla guida di Lucchese, Carrarese, Arezzo e Paternò, ottenendo sempre piazzamenti a metà classifica e venendo esonerato a campionato in corso in due diverse occasioni (Lucchese e Arezzo).

#### Il ritorno alla SPAL
Nella stagione 2003-2004 è tornato dopo dieci anni a sedere sulla panchina della SPAL, con cui ha ottenuto un 9º posto in classifica in Serie C1; nel campionato seguente è subentrato nel mese di gennaio sulla panchina del Prato, sua ex squadra da calciatore, mentre nella stagione 2005-2006 è stato ingaggiato dalla Pro Patria.

#### Le stagioni in Serie C2 ed in Serie D
Nel gennaio 2007 ha assunto il ruolo di allenatore del Carpenedolo, con cui ha chiuso al 6º posto in classifica il campionato di Serie C2; dopo un periodo al Novara nella stagione 2007-2008 ed una breve parentesi alla Pro Sesto nell'aprile dell'anno successivo, è tornato ad allenare in quarta serie nella stagione 2009-2010, venendo però esonerato dalla Pro Belvedere Vercelli nell'ottobre 2009; ha allenato la formazione piemontese anche nella stagione successiva, dal mese di aprile 2010 fino a fine campionato. Dopo un anno di inattività è tornato ad allenare nella stagione 2011-2012, nella quale dopo essere stato esonerato dal Ravenna (squadra di Serie D) ha allenato per alcune partite fino all'ottobre 2011 sulla panchina della Triestina, in Lega Pro Prima Divisione. Successivamente è tornato al Ravenna, dove ha ricoperto il ruolo di direttore tecnico per alcuni mesi, fino al 5 gennaio 2012.

## Palmarès

### Giocatore

#### Competizioni nazionali
- Serie D: 1

Carrarese: 1977-1978
- Campionato Interregionale: 1

Sarzanese: 1986-1987

### Allenatore
- Serie C1: 1

SPAL: 1991-1992